# 张华晨
张华晨（1998年3月16日—）是一名中国足球运动员，现效力于中超联赛球队長春亞泰 。

## 俱乐部生涯
2014年11月，上海上港收购上海幸运星足球俱乐部，张华晨加盟中国足球协会超级联赛上海上港青年队。2017赛季，安德烈·維拉斯-波亞斯将他提升至一线队。2017年3月4日，由于中超新规定，至少一名U-23球员必须首发，张华晨在上海上港主场5-1战胜长春亚泰足球俱乐部的比赛中首次亮相。第29分钟，上海上港此時比分為0-1，他被换下场。 